# Prêmio da Música Brasileira de 2024
O Prêmio da Música Brasileira de 2024 foi a 31ª edição da premiação. A cerimônia aconteceu no dia 12 de junho de 2024, no Theatro Municipal do Rio de Janeiro. A cerimônia foi apresentada pela atriz Regina Casé. Essa edição homenageou o cantor Tim Maia.

## Vencedores e indicados
As indicações foram reveladas em 13 de maio de 2024. Os vencedores estão listados primeiro e destacados em negrito.

### Canção Popular/Sertanejo
| Melhor Intérprete – Canção Popular                                                                          | Melhor Intérprete – Sertanejo                                                                                         |
| --- | --- |
| - Gabriel Sater - Edson Cordeiro - Filipe Toca - João Gomes - Leo Santana                                   | - Roberta Miranda - Ana Castela - Lauana Prado - Paula Fernandes - Simone Mendes                                      |
| Melhor Dupla                                                                                                | Melhor Grupo |
| - Maiara & Maraisa - Os Barões da Pisadinha - Rionegro & Solimões                                           | - É o Tchan! - Atitude 67 - Mastruz com Leite                                                                         |
| Melhor Lançamento – Canção Popular                                                                          | Melhor Lançamento – Sertanejo                                                                                         |
| - Raiz — João Gomes - Em Plena Lua de Mel — Romero Ferro e Gaby Amarantos - Nos Dias Atuais — Gabriel Sater | - Boiadeira Internacional — Ana Castela - Ao Vivo em Portugal — Maiara & Maraisa - Desatemos os Nós — Roberta Miranda |

### Especiais
| Melhor Canção | Melhor Revelação |
| --- | --- |
| - Mistérios do Nosso Amor — Jards Macalé - Luz do Candeeiro — Wilson das Neves - Povo de Fé — Marcelo D2 | - Choro na Rua - Felipe Senna - Gabriele Leite                                                                                           |
| Melhor Audiovisual | Melhor Projeto Especial |
| - Acender as Velas — Martinho da Vila e Chico César - Iboru — Marcelo D2 - Put@ria! — Rubel, MC Carol, BK e DJ Gabriel do Borel - The Man I Love — Caetano Veloso - Toda Beleza — Rubel e Bala Desejo | - Relicário — João Gilberto (Ao Vivo no Sesc 1998) - Senzala e Favela — Wilson das Neves - Violivoz — Chico César e Geraldo Azevedo      |
| Melhor Lançamento – Eletrônico | Melhor Lançamento – Língua Estrangeira                                                                                                   |
| - Her Mind — Urias - Rio de Janeiro — Tropkillaz e Sango - Ubunto — Água Maravilha | - Funk Generation: A Favela Love Story — Anitta - Candombe Bailador — Pedro Miranda, Fernando Leitzke e o Candombaile - Her Mind — Urias |
| Melhor Lançamento – Erudito | |
| - Sinfonia dos Orixás & Pequenos Funerais Cantantes — Orquestra Sinfônica do Estado de São Paulo - Orquestra Ouro Preto: Haydn & Mozart — Orquestra Ouro Preto, Cristian Budu, Maestro Rodrigo Toffolo e Gustavo Carvalho - Três Danças Espanholas — Orquestra Sinfônica Brasileira e Ignacio Garcia Vidal | |

### Instrumental
| Melhor Solista | Melhor Grupo                                                     |
| --- | ---------------------------------------------------------------- |
| - Armandinho Macedo - Antonio Adolfo - Hamilton de Holanda - Romero Lubambo - Yamandu Costa                                                     | - Choro na Rua - Banda Tributo Waldir Azevedo - Choro da Ribeira |
| Melhor Lançamento |                                                                  |
| - Encontro das Águas — Yamandu Costa e Armandinho Macedo - Obrigado Zé da Velha — Choro na Rua - Two Brothers — Chico Pinheiro e Romero Lubambo |                                                                  |

### MPB
| Melhor Intérprete | Melhor Grupo                             |
| --- | ---------------------------------------- |
| - Rosa Passos - Alaíde Costa - Jards Macalé - Jota.Pê - Wanderléa                                                               | - Boca Livre - Banda Eddie - Barbatuques |
| Melhor Lançamento |                                          |
| - Coração Bifurcado — Jards Macalé - Rosa Passos e Lula Galvão — Rosa Passos e Lula Galvão - Wanderléa Canta Choros — Wanderléa |                                          |

### Música Urbana
| Melhor Intérprete                                                                | Melhor Grupo                    |
| -------------------------------------------------------------------------------- | ------------------------------- |
| - Iza - Gloria Groove - Ludmilla - Rincon Sapiência - Sandra Sá                  | - Àttooxxá - Abulidu - Natiruts |
| Melhor Lançamento                                                                |                                 |
| - Respeita — Jorge Aragão e Djonga - Liberdade — Jonathan Ferr - Vilã — Ludmilla |                                 |

### Pop/Rock
| Melhor Intérprete | Melhor Grupo                                                     |
| --- | ---------------------------------------------------------------- |
| - Marisa Monte - Alice Caymmi - Ana Frango Elétrico - Filipe Catto - Zeca Baleiro                                                    | - Mombojó - Pato Fu - Sophia Chablau e Uma Enorme Perda de Tempo |
| Melhor Lançamento |                                                                  |
| - Me Chama De Gato Que Eu Sou Sua — Ana Frango Elétrico - Amor Fati — Mahmundi - Belezas São Coisas Acesas por Dentro — Filipe Catto |                                                                  |

### Regional
| Melhor Intérprete                                                                   | Melhor Dupla |
| ----------------------------------------------------------------------------------- | --- |
| - Alceu Valença - Carlinhos Brown - Lia de Itamaracá - Luiz Caldas - Marcelo Janeci | - Lourenço & Lourival - Chico Amado & Xodó - Joanina                                                                             |
| Melhor Grupo                                                                        | Melhor Lançamento |
| - Falamansa - Boi Garantido - Timbalada                                             | - Dorme Pretinho — Lia de Itamaracá - Búfalo-Bumbá — Mestre Damasceno e Nativos Marajoara - Meu Querido São João — Alceu Valença |

### Samba
| Melhor Intérprete                                                                              | Melhor Grupo                                                    |
| ---------------------------------------------------------------------------------------------- | --------------------------------------------------------------- |
| - Xande de Pilares - Alcione - Fabiana Cozza - Martinho da Vila - Péricles                     | - Grupo Revelação - Encontro das Velhas Guardas - Grupo Semente |
| Melhor Lançamento                                                                              |                                                                 |
| - Xande canta Caetano — Xande de Pilares - Iboru — Marcelo D2 - Negra Ópera — Martinho da Vila |                                                                 |